# سیارک ۵۶۱۷
سیارک ۵۶۱۷ (به انگلیسی: 5617 Emelyanenko، نامگذاری:1989EL) پنج هزار و ششصد و هفدهمین سیارک کشف شده‌است که در ۵ مارس ۱۹۸۹ کشف شد.
قدر مطلق سیارک برابر ۱۳٫۰۰ است.